# جورج ويليام ألان (سياسي)
جورج ويليام ألان (بالإنجليزية: George William Allan)‏ هو محامي وسياسي كندي، ولد في 9 يناير 1822 في كندا، وتوفي في 24 يوليو 1901 في تورونتو في كندا. حزبياً، نشط في حزب كندا المحافظ. وقد انتخب رئيس مجلس الشيوخ ‏ (17 مارس 1888 – 26 أبريل 1891) وانتخب عضو مجلس الشيوخ الكندي وانتخب عمدة تورونتو ‏ (1855 – 1856).